# Raiduo con Ale e Franz
Raiduo con Ale e Franz è un programma televisivo italiano di genere varietà e comico, in onda in prima serata su Rai 2 dal 4 dicembre 2023, con la conduzione del duo comico Ale e Franz.

## Il programma
Il programma, nato da un'idea di Ale e Franz e Alessandro Pozzoli e curato da Danila Giarda con la collaborazione del visionario Giampiero Solari, viene realizzato dalla direzione intrattenimento prime time della Rai ed è incentrato sul varietà e sulla comicità da parte del duo comico Ale e Franz.

## Edizioni
| Edizione | Anno | Conduzione  | Periodo          | Periodo          | Puntate | Regia         | Studio                                                         |
| Edizione | Anno | Conduzione  | Inizio           | Fine             | Puntate | Regia         | Studio                                                         |
| -------- | ---- | ----------- | ---------------- | ---------------- | ------- | ------------- | -------------------------------------------------------------- |
| 1ª       | 2023 | Ale e Franz | 4 dicembre 2023  | 18 dicembre 2023 | 3       | Fania De Risi | Studio M2 del Centro di produzione Rai di via Mecenate, Milano |
| 2ª       | 2024 | Ale e Franz | 25 novembre 2024 | 30 dicembre 2024 | 5       | Fania De Risi | Studio M1 del Centro di produzione Rai di Via Mecenate, Milano |

## Puntate e ascolti

### Prima edizione (2023)
La prima edizione di Raiduo con Ale e Franz è andata in onda ogni lunedì in prima serata su Rai 2 dal 4 al 18 dicembre 2023 per tre puntate con la conduzione di Ale e Franz.
| Puntata | Messa in onda    | Ascolti        | Ascolti | Ascolti | Ospiti                                                                        |
| Puntata | Messa in onda    | Telespettatori | Share   | Fonte   | Ospiti                                                                        |
| ------- | ---------------- | -------------- | ------- | ------- | ----------------------------------------------------------------------------- |
| 1       | 4 dicembre 2023  | 1 010 000      | 5,20%   | [ 9 ]   | Enzo Iacchetti, Roberta Morise, Francesco Gabbani, Claudio "Greg" Gregori     |
| 2       | 11 dicembre 2023 | 1 000 000      | 5,52%   | [ 10 ]  | Francesca Chillemi, Maurizio Casagrande, Francesco Pannofino, Kekko Silvestre |
| 3       | 18 dicembre 2023 | 911 000        | 5,00%   | [ 12 ]  | Francesca Fialdini, Max Tortora, Saverio Raimondo, Marco Masini               |
| Media   | Media            | 974 000        | 5,24%   |         |                                                                               |

### Seconda edizione (2024)
La seconda edizione di Raiduo con Ale e Franz è andata in onda ogni lunedì in prima serata su Rai 2 dal 25 novembre al 30 dicembre 2024 per cinque puntate, con la conduzione di Ale e Franz.
| Puntata | Messa in onda    | Ascolti        | Ascolti | Ascolti | Ospiti |
| Puntata | Messa in onda    | Telespettatori | Share   | Fonte   | Ospiti |
| ------- | ---------------- | -------------- | ------- | ------- | --- |
| 1       | 25 novembre 2024 | 1 375 000      | 7,69%   | [ 15 ]  | Marco Marzocca, Rossella Brescia, Max Samaritani, Nina Zilli, Giorgio Panariello                                                                      |
| 2       | 2 dicembre 2024  | 784 000        | 4,20%   | [ 16 ]  | Ippolita Baldini, Valeria Marini, Casa Abis, Negramaro, Diego Abatantuono                                                                             |
| 3       | 9 dicembre 2024  | 858 000        | 4,66%   | [ 17 ]  | Mara Maionchi, Elisabetta Gregoraci, Fabio Caressa e Benedetta Parodi, Emiliano Luccisano, Elio e le Storie Tese                                      |
| 4       | 16 dicembre 2024 | 664 000        | 3,90%   | [ 18 ]  | Andrea Delogu, Alberto Patrucco, Roberto Da Crema, Valerio Lundini, Anastasio, Raffaele Nolli, Rocco Papaleo                                          |
| 5       | 30 dicembre 2024 | 941 000        | 5,67%   | [ 19 ]  | Lodovica Comello, Justine Mattera, Angelo Pintus, Matteo Cesca, Eleonora Romano, Cristiano De André, Giuseppe Bergomi, Massimo Bagnato, Massimo Boldi |
| Media   | Media            | 924 000        | 5,22%   |         | |

## Audience
| Edizione | Rete televisiva | Anno | Stagione | Programmazione | Programmazione | Programmazione | Programmazione | Programmazione | Programmazione | Programmazione | Collocazione | Media auditel  | Media auditel | Premiere       | Premiere | Finale         | Finale |
| Edizione | Rete televisiva | Anno | Stagione | L              | M              | M              | G              | V              | S              | D              | Collocazione | Telespettatori | Share         | Telespettatori | Share    | Telespettatori | Share  |
| -------- | --------------- | ---- | -------- | -------------- | -------------- | -------------- | -------------- | -------------- | -------------- | -------------- | ------------ | -------------- | ------------- | -------------- | -------- | -------------- | ------ |
| 1ª       | Rai 2           | 2023 | autunno  |                |                |                |                |                |                |                | Prima serata | 974 000        | 5,21%         | 1 010 000      | 5,10     | 911 000        | 5,00%  |
| 2ª       | Rai 2           | 2024 | autunno  | 924 000        | 5,22%          | 1 375 000      | 7,70%          | 941 000        | 5,67%          |                | Prima serata |                |               |                |          |                |        |